# Anthostomella calligoni
Anthostomella calligoni är en svampart som beskrevs av Frolov 1970. Anthostomella calligoni ingår i släktet Anthostomella och familjen kolkärnsvampar.   Inga underarter finns listade i Catalogue of Life.